# Rhynchostegiella leptoneura
Rhynchostegiella leptoneura là một loài Rêu trong họ Brachytheciaceae. Loài này được Dixon & Thér. miêu tả khoa học đầu tiên năm 1932.